# Origanum elongatum
Origanum elongatum là một loài thực vật có hoa trong họ Hoa môi. Loài này được (Bonnet) Emb. & Maire mô tả khoa học đầu tiên năm 1928.